# میشل ندلک
میشل ندلک (فرانسوی: Michel Nédélec‎; ۷ مارس ۱۹۴۰ – ۳ اکتبر ۲۰۰۹) دوچرخه‌سوار اهل فرانسه بود.